# Henrik Kristoffersen
Henrik Kristoffersen, född 2 juli 1994, är en norsk alpin skidåkare och har tävlat i världscupen sedan mars 2012.  
Han deltog i VM 2013 i Schladming och kom som bäst 20:e i storslalomen. Han körde ur slalomtävlingen.
Kristoffersens stora genombrott kom under säsongen 2013/2014. Han började med en tredjeplats i slalomtävlingen i finska Levi den 17 november 2013. I januari 2014 kom han åter trea i schweiziska Adelboden och några dagar senare tvåa i Kitzbühels slalomtävling. Den 28 januari 2014 vann han kvällsslalomen i österrikiska Schladming framför omkring 50 000 åskådare, vilken var Kristoffersens första världscupseger i karriären. Kvällsslalomen var också den sista slalomtävlingen inför Olympiska vinterspelen 2014. Vid spelen vann han brons i slalomen.
Han vann den första slalomtävlingen för säsongen 2014/2015 i finska Levi. I slutet på säsongen vann han ytterligare två tävlingar.

## Världscupssegrar (14)
| Datum            | Plats                | Land      | Disciplin  |
| ---------------- | -------------------- | --------- | ---------- |
| 28 januari 2014  | Schladming           | Österrike | Slalom     |
| 16 november 2014 | Levi                 | Finland   | Slalom     |
| 15 mars 2015     | Kranjska Gora        | Slovenien | Slalom     |
| 21 mars 2015     | Méribel              | Frankrike | Storslalom |
| 13 december 2015 | Val d'Isère          | Frankrike | Slalom     |
| 22 december 2015 | Madonna di Campiglio | Italien   | Slalom     |
| 10 januari 2016  | Adelboden            | Schweiz   | Slalom     |
| 17 januari 2016  | Wengen               | Schweiz   | Slalom     |
| 24 januari 2016  | Kitsbühl             | Österrike | Slalom     |
| 26 januari 2016  | Schladming           | Österrike | Slalom     |
| 11 december 2016 | Val d'Isère          | Frankrike | Slalom     |
| 22 december 2016 | Madonna di Campiglio | Italien   | Slalom     |
| 8 januari 2017   | Adelboden            | Schweiz   | Slalom     |
| 15 januari 2017  | Wengen               | Schweiz   | Slalom     |